# مارولینتا
مارولینتا (به لاتین: Marolinta) یک منطقهٔ مسکونی در ماداگاسکار است که در Beloha واقع شده‌است.
 مارولینتا  ۱۱٬۰۰۰ نفر جمعیت دارد و ۵۳ متر بالاتر از سطح دریا واقع شده‌است.